# Les Mythes grecs
 (juin 2023).
Si vous disposez d'ouvrages ou d'articles de référence ou si vous connaissez des sites web de qualité traitant du thème abordé ici, merci de compléter l'article en donnant les références utiles à sa vérifiabilité et en les liant à la section « Notes et références ».
Les Mythes grecs (titre original : Greek Myths) est un essai anthropologique publié en 1955 par le poète et écrivain britannique Robert Graves sur les récits mythologiques de la Grèce ancienne.

## Présentation
Ce livre peut se lire :
- soit comme une encyclopédie des cycles et héros de la mythologie grecque : cycle des Titans, d'Hercule, des Danaïdes, de Minos, de Thésée, d'Œdipe, des Argonautes, d'Ulysse, etc. L'auteur donne en effet, outre un résumé précis de chaque légende, les sources antiques où l'on peut trouver les éléments du récit dans le texte original ;
- soit comme un essai anthropologique. En se fondant sur les connaissances archéologiques de la fin des années 1950, sur la mythologie comparée et les recherches ethnographiques, Robert Graves propose son propre décodage des récits classiques à la lumière des structures sociologiques présumées de la Grèce archaïque.

## Thèse de l'auteur
Le propos démonstratif de l'auteur est ambitieux, et le raisonnement analogique de Graves peut laisser perplexe, comme l'interprétation de symptômes médicaux à partir d'indices finalement très minces[non neutre]. Quoi qu'il en soit, le livre vaut aussi par ses hypothèses provocantes ou stimulantes (selon les points de vue), dont voici les principales :
- Plusieurs éléments de la mythologie traditionnelle et du folklore proto-européen ne peuvent se comprendre que comme les traces d'un matriarcat originaire, prédominant en Europe et en Asie à époque préhistorique[1]. Ce matriarcat est lié au culte d'une déesse-mère chtonienne, comportant des rites de célébration de la fécondité bien spécifiques (élection d'un éphémère roi sacré, sacrifices humains saisonniers) ;
- Certains mythes sont des récits allégoriques d'invasion ou de colonisation d'une région particulière de la Grèce à une époque donnée ;
- Les descriptions ou manifestations paranormales présentes dans certains récits désignent sans ambiguïté des visions ou des transes spécifiques de certaines substances hallucinogènes, que l'auteur se propose d'identifier.

## Éditions
- Consulter la liste des éditions de cette œuvre
- Greek Myths, Penguin Books (1955)
- Greek Myths, Cassell & Co Ltd. (1958)
- Les Mythes grecs, Fayard (1967, trad. Mounir Hafez)